# المعهد العالي للإعلامية والرياضيات بالمنستير
المعهد العالي للإعلامية والرياضيات بالمنستير هو إحدى المؤسسات العليا التابعة لجامعة المنستير، وقد أحدث عام 2002 م بمقتضى بأمر عدد 1623 المؤرخ في 09 جويلية 2002. ويتمتع بالشخصية المدنية والاستقلال المادي.

شعار المعهد العالي للإعلامية والرياضيات بالمنستير

## أرقام
طبقا لأرقام السنة الدراسية 2007-2008 يدرس بها 1735 طالبا من بينهم 850 طالبة.

## الشهادات
و الدراسة بالمعهد تنقسم إلى أربعة شعب، تنتهي بالحصول على الشهادات التالية:
- الأستاذية في الإعلامية والرياضيات( 4 سنوات)
- الشهادة الجامعية للتكنولوجيا في الشبكات ,الإعلامية الموزعة والملتيميديا (3 سنوات)
- الشهادة الجامعية للتكنولوجيا في الإعلامية (3 سنوات)
- الشهادة الجامعية للتكنولوجيا في الإحصاء والبرمجة (3 سنوات)

ومنذ بداية السنة الجامعية 2006 –2007 شرع المعهد في تركيز شعبتين جديدتين ضمن نظام الدراسة إمد تنتهي الدراسة فيهما بالحصول على:
- إجازة أساسية: ميدان التكوين الإعلامية الرياضيات الإلكترونيك والفيزياء
- إجازة تطبيقية: ميدان التكوين الإعلامية

ومنذ بداية السنة الجامعية 2009 –2010 شرع المعهد في تركيز 3 شعب جديدة ضمن نظام الدراسة إمد تنتهي الدراسة فيهما بالحصول على:
- ماجستير البحث في الإلكترونيك: الإلكترونيك الدقيق والأدواتية
- الماجستير المهني في الإعلامية: هندسة البرمجيات
- الماجستير المهني في هندسة الرياضيات والإعلامية والإحصاء

وتم أيضا تركيز مرحلة لتكوين المهندسين في العلوم التطبيقية والتكنولوجيا تنتهي الدراسة فيها بالحصول على:
- الشهادة الوطنية لمهندس في الإلكترونيك: ميكروإلكترونيك

## وصلة خارجية
- موقع المعهد العالي للإعلامية والرياضيات بالمنستير.